# 国务院妇女儿童工作委员会
国务院妇女儿童工作委员会（简称国务院妇儿工委）是中华人民共和国国务院成立的国务院议事协调机构，负责妇女儿童工作。

## 沿革
1981年2月2日，中共中央书记处在第81次会议上讨论了《全国妇联关于四届三次执委扩大会议情况及1981年工作安排的请示报告》，指出：全国妇联应把抚育、培养、教育三亿以上的儿童和少年作为自己工作重点，工作方法要搞活，建议全国妇联三四月份召开一次党委扩大会议，进一步明确妇联工作重点。2月6日，中共中央书记处书记宋任穷、中共中央书记处研究室主任邓力群在中南海勤政殿开会，听取了全国妇联党组书记康克清、副书记罗琼就全国妇联领导干部讨论中共中央书记处“二二指示”情况的汇报并指出：“妇联今后的工作重点要放在少年儿童工作上，不是说其他工作不做了，而是说其他工作要服从这个重点。”3月3日，全国妇联在人民大会堂召开纪念“三八”国际劳动妇女节报告会，全国妇联主席康克清主持会议，中共中央书记处书记宋任穷作报告指出，妇联应把抚育、培养、教育3亿以上的儿童和少年作为工作重点。
1981年3月17日、24日，中共中央书记处在中南海先后两次召开专题研究儿童少年工作座谈会。中央决定抚育培养儿童少年工作由妇联牵头，原承担该工作的所有有关部门均应各自负责，共同努力，切实将儿童工作推向新阶段。座谈会后，成立了由全国妇联牵头的全国儿童少年工作协调委员会，康克清任委员会主任，办公室设在全国妇联。
国务院原先一直没有专门负责协调妇女儿童工作的机构。经陈慕华提议，报经国务院总理李鹏、副总理姚依林批示，决定在国务院领导下成立妇女儿童工作协调委员会。1989年12月28日，国务院通过《关于研究妇女儿童工作协调机构问题的会议纪要》，议定“为了进一步加强妇女、儿童工作，在国务院领导下，成立妇女儿童工作协调委员会。它的主要任务是，协调妇女儿童工作需要政府部门解决的有关问题，具体承担以下四个方面的协调工作……”
1990年2月22日，国务院妇女儿童工作协调委员会正式成立，取代了原由全国妇联牵头的全国儿童少年工作协调委员会，成为国务院负责妇女儿童工作的议事协调机构。委员会由国家计委、国家教委、国家科委、国家民委等15个部委和中国科协、全国总工会、共青团中央、全国妇联等群众团体的负责人组成。国务委员李铁映任主任，羅幹、阎颖、郝建秀、黄启璪任副主任。原全国儿童少年工作协调委员会的工作将纳入妇女儿童工作协调委员会，组织机构相应撤销。2月22日当天李铁映在国务院妇女儿童工作协调委员会成立暨第一次全体成员会议上讲话，对1990年的工作计划谈了七个问题：回忆妇女法的制定；女高级知识分子的退休年龄延长问题；招工招生问题；要坚决扫黄、除六害、打拐、取缔卖淫嫖娼；扫盲；儿童片问题；儿童食品问题。
1993年8月4日，国务院妇女儿童工作协调委员会更名为国务院妇女儿童工作委员会（简称“国务院妇儿工委”），负责协调和推动政府有关部门执行妇女儿童的各项法律法规和政策措施，发展妇女儿童事业。
1997年4月26日，中共中央办公厅、国务院办公厅以厅字〔1997〕12号转发《国务院妇女儿童工作委员会关于三年来我国妇女儿童工作情况和“九五”期间工作任务的报告》。
2023年，根据中共中央、国务院关于优化调整议事协调机构的决策部署，优化了国务院妇女儿童工作委员会职责，明确其仍作为国务院议事协调机构，划入国务院未成年人保护工作领导小组职责，不再保留国务院未成年人保护工作领导小组及其办公室。

## 职责
1. 协调和推动政府有关部门做好维护妇女儿童权益工作；
2. 协调和推动政府有关部门制定和实施妇女和儿童发展纲要；
3. 协调和推动政府有关部门为开展妇女儿童工作和发展妇女儿童事业提供必要的人力、财力、物力；
4. 指导、督促和检查各省、自治区、直辖市人民政府妇女儿童工作委员会的工作[4]。

## 组成人员
| 1990年成立时的组成人员是： 主任 - 李铁映（国务委员） 副主任 - 羅幹（国务院秘书长） - 阎颖（国务院副秘书长） - 郝建秀（国家计委副主任） - 黄启璪（全国妇联副主席） 委员 （不详） | 1993年7月24日《国务院关于调整国务院妇女儿童工作委员会组成人员的通知》（国发〔1993〕53号）调整后的组成人员是： 主任 - 彭佩云（国务委员兼国家计生委主任） 副主任 - 徐志坚（国务院副秘书长） - 郝建秀（国家计委副主任） - 黄启璪（全国妇联副主席） 委员 - 韦钰（国家教委副主任） - 邓楠（国家科委副主任） - 图道多吉（国家民委副主任） - 白景富（公安部副部长） - 杨衍银（民政部副部长） - 王巨禄（司法部副部长） - 刘积斌（财政部副部长） - 蒋冠庄（人事部副部长） - 令狐安（劳动部副部长） - 高占祥（文化部副部长） - 刘习良（广播影视部副部长） - 何界生（卫生部副部长） - 袁伟民（国家体委副主任） - 彭玉（国家计生委副主任） - 邵宗明（国家统计局副局长） - 章瑞英（全国总工会副主席） - 袁纯清（共青团中央书记处书记） - 刘恕（中国科协书记处书记） |

| 1998年6月25日《国务院办公厅关于调整国务院妇女儿童工作委员会组成人员的通知》（国办发〔1998〕83号）调整后的组成人员是： 主任 - 吴仪（国务委员） 副主任 - 刘奇葆（国务院副秘书长） - 顾秀莲（全国妇联书记处第一书记） - 郝建秀（国家发展计划委员会副主任） 成员 - 韦钰（教育部副部长） - 邓楠（科学技术部副部长） - 图道多吉（国家民族事务委员会副主任） - 白景富（公安部副部长） - 杨衍银（民政部副部长） - 刘扬（司法部副部长） - 楼继伟（财政部副部长） - 戴光前（人事部副部长） - 刘雅芝（劳动和社会保障部副部长） - 张春园（水利部副部长） - 万宝瑞（农业部副部长） - 龙永图（对外贸易经济合作部首席谈判代表） - 徐文伯（文化部副部长） - 王陇德（卫生部副部长） - 张玉芹（国家计划生育委员会副主任） - 王玉庆（国家环境保护总局副局长） - 赵实（国家广播电影电视总局副局长） - 袁伟民（国家体育总局副局长） - 翟立功（国家统计局副局长） - 于友先（国家新闻出版署署长） - 李昌鉴（国家林业局副局长） - 宋大涵（国务院法制办公室副主任） - 王智钧（中国残疾人联合会副理事长） - 倪豪梅（全国总工会副主席） - 黄丹华（共青团中央书记处书记） - 刘海荣（全国妇联副主席） - 刘恕（中国科协副主席） | 2003年5月23日《国务院办公厅关于调整国务院妇女儿童工作委员会组成人员的通知》（国办发〔2003〕51号）调整后的组成人员是： 主任 - 吴仪（国务院副总理） 副主任 - 徐绍史（国务院副秘书长） - 黄晴宜（全国妇联副主席） - 李盛霖（发展改革委副主任） 成员 - 周文重（外交部副部长） - 王湛（教育部副部长） - 邓楠（科技部副部长） - 吴仕民（国家民委副主任） - 罗锋（公安部副部长） - 李宝库（民政部副部长） - 胡泽君（司法部副部长） - 李勇（财政部部长助理） - 尹蔚民（人事部副部长） - 王东进（劳动保障部副部长） - 傅雯娟（建设部副部长） - 翟浩辉（水利部副部长） - 范小建（农业部副部长） - 安民（商务部副部长） - 周和平（文化部副部长） - 朱庆生（卫生部副部长） - 潘贵玉（人口计生委副主任） - 甘国屏（工商总局副局长） - 蒲长城（质检总局副局长） - 王玉庆（环保总局副局长） - 赵实（广电总局副局长） - 柳斌杰（新闻出版总署副署长） - 段世杰（体育总局副局长） - 朱向东（统计局副局长） - 祝列克（林业局副局长） - 宋大涵（法制办副主任） - 王智钧（中国残联副理事长） - 倪豪梅（全国总工会副主席） - 赵勇（团中央书记处书记） - 莫文秀（全国妇联书记处书记） - 程东红（中国科协书记处书记） |

| 2008年4月17日《国务院办公厅关于调整国务院妇女儿童工作委员会组成人员的通知》（国办发〔2008〕25号）调整后的组成人员是： 主任 - 刘延东（国务委员） 副主任 - 项兆伦（国务院副秘书长） - 黄晴宜（全国妇联副主席、书记处第一书记） - 张茅（发展改革委副主任） 成员 - 翟卫华（中央宣传部副部长） - 刘结一（外交部部长助理） - 陈小娅（教育部副部长） - 李学勇（科技部副部长） - 吴仕民（国家民委副主任） - 张新枫（公安部副部长） - 窦玉沛（民政部副部长） - 张苏军（司法部副部长） - 李勇（财政部副部长） - 杨士秋（人力资源社会保障部副部长） - 潘岳（环境保护部副部长） - 陈大卫（住房城乡建设部副部长） - 周英（水利部副部长） - 危朝安（农业部副部长） - 易小准（商务部副部长） - 周和平（文化部副部长） - 刘谦（卫生部副部长） - 赵白鸽（人口计生委副主任） - 钟攸平（工商总局副局长） - 蒲长城（质检总局副局长） - 赵实（广电总局副局长） - 邬书林（新闻出版总署副署长） - 于再清（体育总局副局长） - 林贤郁（统计局副局长） - 李育材（林业局副局长） - 郜风涛（法制办副主任） - 张秋俭（全国总工会经费审查委员会主任、书记处书记） - 张晓兰（共青团中央书记处书记） - 莫文秀（全国妇联副主席） - 程凯（中国残联副理事长） - 程东红（中国科协书记处书记） 2010年时的组成人员是： 主任 - 刘延东（国务委员） 副主任 - 项兆伦（国务院副秘书长） - 孟晓驷（全国妇联副主席、书记处书记）（2010年3月由全国妇联副主席、书记处第一书记宋秀岩接任） - 朱之鑫（国家发展改革委副主任） 成员 （不详） | 2013年《国务院办公厅关于调整国务院妇女儿童工作委员会组成人员的通知》（国办发〔2013〕40号）调整后的组成人员是： 主任 - 刘延东（国务委员） 副主任 - 江小涓（国务院副秘书长） - 宋秀岩（全国妇联党组书记、副主席、书记处第一书记） - 朱之鑫（国家发展改革委副主任） 成员 （不详） 2016年1月时的组成人员是： 主任 - 刘延东（国务委员） 副主任 - 江小涓（国务院副秘书长） - 宋秀岩（全国妇联党组书记、副主席、书记处第一书记） - 王晓涛 （国家发展改革委副主任） 成员 - 王世明（中央宣传部副部长） - 李保东（外交部副部长） - 刘利民（教育部副部长） - 张来武（科技部副部长） - 尚冰（工业和信息化部副部长） - 陈改户（国家民委副主任） - 李伟（公安部副部长） - 邹铭（民政部副部长） - 张彦珍（司法部副部长） - 胡静林（财政部副部长） - 杨志明（人力资源社会保障部副部长） - 潘岳（环境保护部副部长） - 王宁（住房和城乡建设部副部长） - 王昌顺（交通运输部副部长） - 李國英（水利部副部长） - 陈晓华（农业部副部长） - 王受文（商务部部长助理） - 杨志今（文化部副部长） - 王国强（卫生计生委副主任） - 刘玉亭（国家工商行政管理总局副局长） - 张沁荣（国家质检总局副局长） - 吴尚之（国家新闻出版广电总局副局长） - 杨树安（国家体育总局副局长） - 贾楠（国家统计局副局长） - 张永利（国家林业局副局长） - 胡可明（国务院法制办副主任） - 崔玉英（国家互联网信息办公室副主任） - 洪天云（国务院扶贫办副主任） - 范继英（全国总工会副主席） - 罗梅（团中央书记处书记） - 崔郁（全国妇联副主席） - 程凯（中国残联副理事长） - 徐延豪（中国科协书记处书记） - 刘雅芝（中国关工委常务副主任） |

|  |  |

## 办事机构
国务院妇女儿童工作委员会办公室，简称国妇儿工办，是国务院妇女儿童工作委员会的办事机构，是中华全国妇女联合会内设机构。

### 职责
根据有关规定，国务院妇女儿童工作委员会办公室承担下列职责：
1. 编制中国妇女和儿童发展纲要并组织实施和监测评估；
2. 协调和推动国务院妇女儿童工作委员会35个成员单位做好维护妇女儿童权益，实施妇女、儿童纲要工作；
3. 开展调查研究，为委员会决策妇女儿童发展中的重大问题提供依据；
4. 承办全国妇女儿童工作会、国务院妇女儿童工作委员会全委会、专题会和经验交流与表彰工作；
5. 指导省级妇女儿童工作委员会办公室的工作；
6. 负责日常行政事务，编发各类文件，并完成国务院妇女儿童工作委员会交办的其他工作；
7. 执行国际合作项目。

### 机构设置
根据有关规定，国妇儿工办设置下列机构：
- 综合协调处
- 妇女工作处
- 儿童工作处

### 历任领导
历任主任、副主任是：

| 主任 - 黄启璪（1990年－1998年，全国妇联副主席，兼任） - 刘海荣（1998年－2003年，全国妇联副主席，兼任） - 黄晴宜（2003年－2010年，全国妇联副主席，兼任） - 宋秀岩（2010年3月－2018年，全国妇联副主席，兼任） | - 黄晓薇（2018年10月－，中共第二十届中央委员，全国妇联党组书记、副主席、书记处第一书记，兼任） 常务副主任 - 李启民（？－？） - 张黎明（？－2008年） - 苏凤杰（2008年－2015年） - 王卫国（2015年－） 副主任 - 田淑兰（1992年－1997年，全国妇联办公厅主任） - 李启民（1998年－？） - 甄砚（1998年－？，全国妇联儿童工作部部长） - 丁露（1998年－？） - 蒋月娥（？－？，全国妇联儿童工作部部长） - 万燕（？－？） - 张黎明（？－？） - 宋文珍（2011年－） - 张立（2013年－2018年） - 靳清平（2018年－） |